# Marietta ghesquieri
Marietta ghesquieri är en stekelart som beskrevs av Yasnosh 1973. Marietta ghesquieri ingår i släktet Marietta och familjen växtlussteklar.
Artens utbredningsområde är Tadzjikistan. Inga underarter finns listade i Catalogue of Life.